# Vlastimil Svoboda (politik)
Vlastimil Svoboda (* 1. listopadu 1926, Kačice) byl český a československý politik KSČ, za normalizace ministr – předseda Výboru lidové kontroly ČSR České socialistické republiky.

## Biografie
Vyučil se a pracoval jako elektrotechnik. Od roku 1948 působil jako funkcionář KSČ na různých úrovních. V roce 1972 se jeho postoje během pražského jara roku 1968 popisují následovně: „v krizovém období stál na pozicích marxismu-leninismu.“ V roce 1969 se stal vedoucím tajemníkem OV KSČ Praha 1. Při zaměstnání vystudoval Vysokou školu politickou ÚV KSČ. Bylo mu uděleno Vyznamenání Za zásluhy o výstavbu.
V listopadu 1972 byl jmenován členem české druhé vlády Josefa Korčáka jako ministr – předseda Výboru lidové kontroly ČSR. Tento post pak zastával trvale téměř po 14 let i v třetí vládě Josefa Korčáka a čtvrté vládě Josefa Korčáka až do června 1986.
V červnu 1986 mu byl propůjčen Řád Vítězného února.